# Festival international du film d'Antalya 2017
Le Festival international du film d'Antalya 2017, la 54e édition du festival, s'est déroulé du 21 au 27 octobre 2017.

## Déroulement et faits marquants
Le palmarès est dévoilé le 27 octobre 2017 : l'Orange d'or est décernée à Angels Wear White de Vivian Qu, le prix du meilleur réalisateur à Mohammad Rasoulof pour Un homme intègre, le prix de la meilleure actrice à Wen Qi pour Un homme intègre, le prix du meilleur acteur à Reza Akhlaghirad pour Un homme intègre et le prix spécial du jury à The Florida Project de Sean Baker.

## Jury

### Jury Atlas
- Elia Suleiman, réalisateur
- Fadik Sevin Atasoy, actrice
- Karim Aïnouz, réalisateur
- Kjartan Sveinsson, musicien, compositeur
- Rebecca Lenkiewicz, scénariste

## Sélection

### Compétition
- Ugly Duckling de Ender Özkahraman  Turquie
- The Florida Project de Sean Baker  États-Unis
- Scary Mother (Sashishi Deda) de Ana Urushadze  Géorgie
- Le Redoutable de Michel Hazanavicius  France
- Vers la lumière de Naomi Kawase  Japon  France
- The Guest (Rudar) de Andaç Haznedaroğlu  Turquie
- Human Flow de Ai Weiwei  Allemagne
- Les Filles d'Avril (Las hijas de Abril) de Michel Franco  Mexique
- Angels Wear White de Vivian Qu  Chine
- Un homme intègre (Lerd) de Mohammad Rasoulof  Iran

### Films pour jeune public
- Été 93 (Estiu 1993) de Carla Simón  Espagne
- Auf Augenhöhe de Evi Goldbrunner et Joachim Dollhopf  Allemagne
- Becoming Who I Was de Moon Chang-Yong et Jeon Jin  Corée du Sud
- Cloudboy de Meikeminne Clinckspoor  Belgique
- Doru de Can Soysal  Turquie
- Le Cœur en braille de Michel Boujenah  France
- Mountain Miracle (Amelie rennt) de Tobias Wiemann  Allemagne
- Up in the Sky (Upp i det blå) de Petter Lennstrand  Suède

### Cinema+Cuisine
- Ants on a Shrimp de Maurice Dekkers  Pays-Bas
- Wasted! The Story of Food Waste de Anna Chai et Nari Kye  États-Unis
- The Trip to Spain de Michael Winterbottom  Royaume-Uni
- The Turkish Way de Luis Gonzalez  Espagne

### Séances spéciales
- Les Nerfs à vif de Martin Scorsese  États-Unis
- Intervention divine d'Elia Suleiman  Palestine
- The King of New York d'Abel Ferrara  États-Unis  Italie

### Film d'ouverture
- Never Leave Me de Aida Begić  Turquie  Bosnie-Herzégovine

### Film de clôture
- La Passion Van Gogh de Dorota Kobiela et Hugh Welchman  Royaume-Uni  Pologne

### Maîtres du cinéma mondial -Danis Tanović
- No Man's Land
- Cirkus Columbia
- La Femme du ferrailleur (Epizoda u životu berača željeza)
- Mort à Sarajevo (Smrt u Sarajevu)

### Maîtres du cinéma turc -Ömer Lütfi Akad
- Strike the Whore
- In the Name of the Law
- The Wounded Wolf
- Gelin

## Palmarès

### Compétition
- Orange d'or du meilleur film : Angels Wear White de Vivian Qu.
- Meilleur réalisateur : Mohammad Rasoulof pour Un homme intègre.
- Meilleure actrice : Wen Qi pour Un homme intègre.
- Meilleur acteur : Reza Akhlaghirad pour Un homme intègre.
- Prix spécial du jury : The Florida Project de Sean Baker.
- Prix révélation turque : Sukran Akti pour Ugly Duckling.
- Prix du public : The Guest (Rudar) de Andaç Haznedaroğlu.